# 아방리 농요
아방리 농요는 대한민국 경기도 광명시 노온사동에 전해오는 농요이다. 2009년 11월 17일 광명시의 향토문화유산 제6호로 지정되었다.

## 참고 문헌
- 아방리농요 - 상사디야
- 아방리농요 - 모심는소리